# Aglae coerulea
Aglae é um gênero monotípico de abelhas das orquídas (Euglossini).
É um gênero monotípico, raro e restrito à região amazônica e Panamá. Pouco é conhecido sobre sua biologia mas sabe-se que suas fêmeas são cleptoparasitas dos ninhos de Eufriesea e Eulaema.

## Morfologia
Os indivíduos possuem corpo pequeno (20 a 28 mm) e coloração metálica azul, com um formato de corpo mais esguio e patas traseiras particularmente mais finas que os demais gêneros das abelhas das orquídeas.

## Distribuição
A espécie foi registrada na floresta amazônica da Bolívia, Colômbia, Guiana Francesa, Guiana Britânica, Peru, Venezuela, Suriname, Brasil e Panamá.